# Jörg Winger

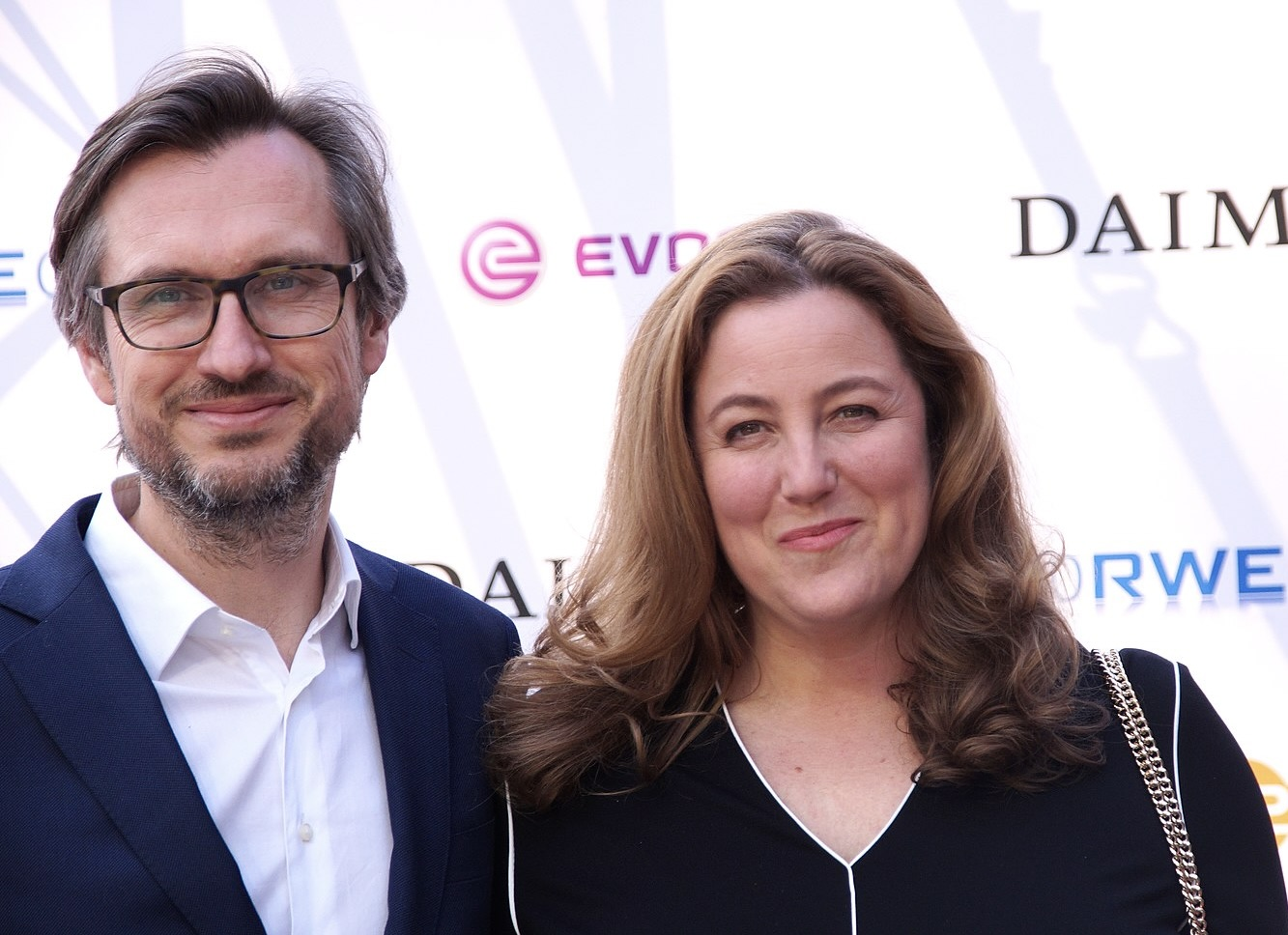
Jörg Winger mit seiner Frau Anna Winger bei der Grimme-Preis-Verleihung 2016

Jörg Winger (* 1969 in Köln) ist ein deutscher Fernsehproduzent, der unter anderem die Deutschlandreihe verantwortet und Geschäftsführer der Fernsehproduktionsfirma Big Window Productions ist.

## Leben und Wirken
Winger lernte während seines Wehrdienstes Russisch und wurde in der Abhörung russischer Truppen eingesetzt. Daran anschließend studierte er Volkswirtschaftslehre an der Universität zu Köln und arbeitete im Anschluss als freier Journalist, bevor er als Fernsehproduzent tätig wurde.
Seit dem Start der Serie im Jahr 2001 war Winger als Produzent für SOKO Leipzig tätig und produzierte mehr als 300 Folgen, darunter auch solche in Spielfilmlänge mit Drehorten in Moskau, Istanbul und Santo Domingo, sowie ein Crossover mit der britischen Serie The Bill. Auf der Berlinale 2015 feierte die erste Staffel der international sehr erfolgreichen Serie Deutschland 83, die Winger gemeinsam mit seiner Frau Anna, die er 1990 in Chile kennenlernte, produziert, Premiere. Deutschland 83 wurde mehrfach ausgezeichnet, unter anderem mit dem Grimme-Preis, der Goldenen Kamera und dem Emmy. 2018 wurde die zweite Staffel veröffentlicht. Für die ebenfalls 2018 veröffentlichte rumänisch-deutsche Koproduktion Hackerville fungierte Winger als Koproduzent, Hackerville wurde mit dem Grimme-Preis 2019 ausgezeichnet. Er ist Showrunner und Executive Producer zweier Serien, die 2023 erscheinen: Ouija und Sam – Ein Sachse.
Winger hält an der Filmakademie Baden-Württemberg Vorträge über die Entwicklung und Produktion von Serien.

## Filmografie (Auswahl)
- 2001–2018: SOKO Leipzig (Fernsehserie, mehr als 300 Folgen)
- 2007: Ein Fall für Nadja (Fernsehserie, sechs Folgen)
- 2008: The Bill (Fernsehserie, zwei Folgen)
- 2011: World Express – Atemlos durch Mexiko
- 2015: Deutschland 83
- 2018: Das Joshua-Profil
- 2018: Hackerville (Fernsehserie, sechs Folgen)
- 2018: Deutschland 86
- 2020: Deutschland 89

## Auszeichnungen (Auswahl)
Deutscher Fernsehpreis 2005
- Nominierung in der Kategorie Beste Serie für SOKO Leipzig[10]

Grimme-Preis 2016
- Preisträger in der Kategorie Fiktion für Deutschland83

International Emmy Award 2016
- Preisträger in der Kategorie Best Drama für Deutschland83

Peabody Award 2016
- Preisträger in der Kategorie Entertainment and Children’s Programming für Deutschland83

Goldene Kamera 2016
- Preisträger in der Kategorie Beste Miniserie/Mehrteiler für Deutschland83[11]

Grimme-Preis 2019
- Preisträger in der Kategorie Fiktion für Hackerville[7]